# Jean-Marie Le Barbier de Tinan
Pour les autres membres de la famille, voir Le Barbier de Tinan.
Jean-Marie Le Barbier de Tinan, né à Strasbourg le 18 avril 1771, mort à Paris le 17 novembre 1831, est un intendant général français.
Commissaire des guerres puis intendant militaire, il devient inspecteur aux revues sous le Premier Empire, inspecteur en chef puis intendant général sous la Restauration. Il établit les projets de réorganisation de l'intendance. 
Par ailleurs dignitaire franc-maçon, il fonde la Grande Loge nationale d'Espagne et devient membre du Suprême Conseil de France.

## Biographie
Jean-Marie Le Barbier de Tinan (appelé aussi Barbier de Tinan, Lebarbier de Tinan ou simplement Tinan), né en 1771, est le fils de Théodose Le Barbier de Tinan, commissaire des guerres, président de la Société des Amis de la Constitution à Strasbourg, président du directoire du district de Strasbourg, et de Marie-Françoise-Xavière Noblat, fille de François-Bernardin Noblat et sœur du député puis émigré Pierre Noblat,,. 

### Commissaire des guerres sous la Révolution
Jean-Marie de Tinan devient élève commissaire des guerres en juin 1788, à 17 ans, et se prépare à reprendre la charge de son père. Il fait partie en 1791 de la Société des amis de la constitution,. 
Pendant les guerres de la Révolution, il sert à l'armée du Rhin. Il y est aide commissaire des guerres en avril 1792, commissaire des guerres en septembre 1792, puis fait fonction d'ordonnateur en l'an 3 (1795). Il passe ensuite en septembre 1795 à l'armée de l'Intérieur. Suspendu de ses fonctions le 3 septembre 1798 pour être allé à un bal sans uniforme, il est réintégré le 20 septembre suivant, après que sa demande de réintégration ait été appuyée par plusieurs généraux dont Kellermann et Sérurier. En l'an 7 (1799), il est ordonnateur du Corps d'armée d'observation, sous les ordres de Bernadotte, puis passe à l'armée d'Helvétie,.

### Inspecteur aux revues sous le Consulat et l'Empire
Sous le Consulat et l'Empire, il sert dans le nouveau corps des inspecteurs aux revues. À la création de ce corps en mars 1800, il est nommé sous-inspecteur aux revues, avec rang de colonel, à l'armée du Rhin, en l'an X (1802) au royaume de Naples sous les ordres du général Soult, en septembre 1802 dans la 16e division militaire, puis en juin 1803 à l'armée des côtes de l'Océan, au Camp de Saint-Omer. Nommé en septembre 1805 à la Grande Armée, il participe alors à la Campagne d'Autriche. Il passe en Espagne en 1808, et y fait fonction en mars 1811 d'inspecteur aux revues. En décembre 1812, il est nommé chef de la 4e division au ministère de la Guerre, nommé officiellement inspecteur aux revues en novembre 1813. Il écrit alors de nombreux rapports et élabore les projets de réforme de l'administration militaire,,,. Il contribue aussi à l'organisation des Corps francs. Le contenu de l'ensemble de ses rapports atteste sa grande culture, sa pleine connaissance de la situation française et une pertinence avérée, assorties d'un certain fatalisme.

### Intendant militaire puis intendant général sous la Restauration
Sous la Restauration, Jean-Marie de Tinan est nommé inspecteur en chef aux revues, chef de division au ministère de la Guerre, puis intendant militaire en 1822. Il est nommé intendant en chef lors de l'expédition d'Espagne en 1823 ; c'est pour les services qu'il rend alors que le roi Ferdinand VII d'Espagne le fait Grand Croix de l'Ordre de Charles III. Rentré en France, il est chargé de réformes et d'inspections de l'intendance militaire, puis nommé directeur du personnel et intendant général, avec rang de lieutenant général. Pour un congé pris sans autorisation, il est mis à la retraite en février 1830 avec le grade de lieutenant général,.
Pour ses services, il reçoit en 1817 le titre de baron, et en 1830 celui de baron héréditaire,.

### Dignitaire franc-maçon
Jean-Marie Le Barbier de Tinan est par ailleurs un dignitaire franc-maçon. Son père avait été Chancelier du directoire écossais de Bourgogne et Préfet de Strasbourg dans le système des chevaliers bienfaisants. Lui-même est également initié selon le rite écossais. En 1809 à Madrid Jean-Marie de Tinan crée selon ce rite écossais la loge de L'Étoile et il en est vénérable maître ; puis il crée deux autres loges et les réunit ensuite toutes les trois en une Grande Loge nationale,. En 1814 et 1815 il est de ceux qui s'opposent à la réunion au Grand Orient de France,. En 1821 il est un des 21 membres du Suprême Conseil de France. 

### Mariage et enfants
- Jean-Marie Le Barbier de Tinan épouse le 5 décembre 1795 Marguerite (dite Fanny) de Ris ou Deris (ou Denis), morte à Paris en 1847, fille du banquier Auguste de Ris (ou Augustin Denis) et de Marie Tremolet. Ils ont comme enfants[2],[3],[5] :
  - Pierre Théodore Marie Le Barbier de Tinan (1797-1864), général de brigade, Commandeur de la Légion d'honneur.
  - Marie Elisabeth Appollinie Athénaïs Le Barbier de Tinan (1798-1889), qui épouse Xavier Paulinier, officier.
  - Marie Charles Adelbert Lebarbier de Tinan (1803-1876), vice-amiral commandant en chef l'escadre de la Méditerranée, Grand-croix de la Légion d'honneur, qui épouse Amélie Exelmans, fille du maréchal Exelmans.
  - Marie Joséphine Isidore Le Barbier de Tinan (1806-1878), qui épouse André Joseph Honoré Saisset, chef de division à la Grande chancellerie de la Légion d'honneur, officier de la Légion d'honneur, frère de l'amiral Saisset. Leur fille Marie-Elisabeth Saisset épouse l'ingénieur Jules Petiet (1813-1871).
  - Marie Joseph Alfred Le Barbier de Tinan (1808-1876), receveur des finances, épouse Marie Mercédès Merlin de Thionville, et est le grand-père de l'écrivain Jean de Tinan (1874-1898).

### Titre et armoiries
- Les armes de la famille Barbier ont été enregistrées au registre d'Alsace de l'Armorial général en 1699[2].
- Jean-Marie Le Barbier de Tinan reçoit en octobre 1817 le titre de baron, confirmé comme baron héréditaire par lettres patentes délivrées le 25 février 1830[2].

Il meurt en 1831 à Paris.

## Titres et décorations
- Commandeur de la Légion d'honneur, 23 mai 1825[1],[5].
- Chevalier de Saint-Louis[3].
- Grand Croix de l'Ordre de Charles III d'Espagne[3].

## Sources

### Sources bibliographiques
- Jean-Marie Thiébaud et Gérard Tissot-Robbe, Les Corps Francs de 1814 et 1815, La double agonie de l'Empire, L'Harmattan, coll. « Kronos » (no 57), 2011, p. 23, 52, 58, 62.
- « Le Barbier de Tinan » dans Révérend, Titres, anoblissements et pairies de la Restauration, 1814-1830, volumes 3-4, réédité H. Champion, 1974, p. 233.
- Paul-Albert, Papiers et souvenirs de la famille Le Barbier de Tinan, Tours, Paul Salmon, sd [1909].

### Autres sources
- « Lebarbier baron de Tinan, Jean Marie », « Cote LH/1510/72 », base Léonore, ministère français de la Culture.